# Gerd-Peter Eigner
Gerd-Peter Eigner (eigentlich Gerd-Peter Sobczyk; * 21. April 1942 in Malapane, Oberschlesien; † 13. April 2017 in Berlin) war ein deutscher Schriftsteller.

## Leben
Gerd-Peter Eigner war der Sohn eines Reichsbahnbeamten, der Anfang 1945 von sowjetischen Truppen erschossen wurde. Seine Mutter floh mit ihm nach Westen. Ab 1949 lebte er in Wilhelmshaven, wo er ein humanistisches Gymnasium besuchte. Nachdem er diese Schulausbildung vorzeitig abgebrochen hatte, volontierte er bei der Wilhelmshavener Zeitung. Anschließend ging er nach Paris, wo er verschiedene Tätigkeiten ausübte. 1961 kehrte er nach Deutschland zurück und setzte an einem Wirtschaftsgymnasium in Oldenburg (Oldenburg) seine Schulausbildung fort. 1964 legte er seine Reifeprüfung ab und begann ein Studium der Volkswirtschaftslehre, Soziologie und Geschichte an der Universität Hamburg. Er setzte es 1965 an der Pädagogischen Hochschule in Oldenburg (Oldenburg) fort, wo er 1968 die Lehramtsprüfung bestand. Von 1969 bis 1971 arbeitete er als Lehrer für verhaltensgestörte Kinder an einer Sonderschule und einem Heim in Bremen. Seit 1971 war er freier Schriftsteller.
In den folgenden Jahren wechselte Eigner seinen Aufenthaltsort häufig:
ab 1972 lebte er auf Kreta, von wo er 1973 von der griechischen Militärjunta ausgewiesen wurde, 1973 in Toulouse, 1974 auf Formentera, 1975 erneut auf Kreta, 1976 in Bremen, 1978 in Berlin und ab 1980 in Paris. Zuletzt wohnte Eigner abwechselnd in Berlin und im italienischen Olevano Romano.
Eigner war der Verfasser von Romanen, Essays und Hörspielen. In seinen erzählerischen Werken spielen Selbstreflexion und Selbstanalyse problematischer Charaktere eine bedeutende Rolle.
Eigner, der von 1972 bis 1986 dem Verband deutscher Schriftsteller angehörte und Mitglied des PEN-Zentrums Deutschland war, erhielt neben diversen Stipendien u. a. folgende Auszeichnungen: 1978 den Hörspielpreis des Österreichischen Rundfunks und den Kulturpreis der Stadt Bocholt, 1979 ein Villa-Massimo-Stipendium, 1982 das Stadtschreiberamt von Burg Kniphausen bei Wilhelmshaven, 1983 den Förderpreis zum Kulturpreis Schlesien des Landes Niedersachsen, 2005 die Dr. Manfred Jahrmarkt-Ehrengabe der Deutschen Schillerstiftung sowie 2009 den Eichendorff-Literaturpreis und den Kranichsteiner Literaturpreis für sein Gesamtwerk, insbesondere für seinen 2008 erschienenen Roman Die italienische Begeisterung. Im Juli 2010 erhielt Eigner den mit 15.000 Euro dotierten Nicolas-Born-Preis.

## Werke
- Golli, Roman, DVA, Stuttgart 1978, ISBN 3-421-01834-0.
- Die langen zwölf Stunden der Kindheit, Hörspiel, Edition Jadebusen, Flensburg 1982, ISBN 3-923749-00-7.
- Brandig, Roman, Hanser, München/Wien 1985, ISBN 3-446-14213-4.
- Mitten entzwei, Roman, Hanser, München/Wien 1988, ISBN                       978-3-4461-5044-7.
- Lichterfahrt mit Gesualdo, Roman. Hanser, München/Wien 1996, ISBN 3-446-18741-3.
- Nachstellungen 1, Essays, Dielmann, Frankfurt am Main 1998, ISBN 978-3-9292-3287-5.
- Nachstellungen 2, Essays, Dielmann, Frankfurt am Main 1999, ISBN 978-3-9292-3288-2.
- Mittagsstunde. Mit Hans Ticha: Grafik. Edition Mariannenpresse, Berlin 2006, ISBN 3-926433-43-4.
- Die italienische Begeisterung, Roman, Kiepenheuer & Witsch, Köln 2008, ISBN 978-3-462-04031-9.
- Mammut, Gedichte, Anthologie, PalmArtPress, Berlin 2016, ISBN 978-3-941524-76-7.
- Der blaue Koffer. Ein Werdegang, aus dem Nachlass herausgegeben, Arco Verlag, Wuppertal 2022, ISBN 978-3-96587-042-0.